# Владыкин, Владимир Емельянович
Влади́мир Емелья́нович Влады́кин (литературный псевдоним — Омель Лади; 20 марта 1943, Можга, Удмуртская АССР) — российский и удмуртский поэт, эссеист, этнограф, доктор исторических наук, профессор, заслуженный деятель науки Удмуртской Республики, лауреат Государственной премии Удмуртской Республики, член-корреспондент Этнографического общества Венгерской академии наук и Финно-угорского общества Финляндии, член Союза писателей России и Финского литературного общества. Почётный гражданин Удмуртской Республики (2003).

## Биография
Владимир Владыкин родился 20 марта 1943 года в Можге, в семье служащих. Учился в Кезской семилетней школе, в 1957 году поступил в Можгинское педагогическое училище. Окончил училище с отличием, в 1961 году поступил на исторический факультет Московского государственного университета имени М. В. Ломоносова. Окончил университет с отличием, обучался в аспирантуре. В 1969 году защитил кандидатскую («Очерки этнической и социально-экономической истории удмуртов до начала XX века»), а 21 октября 1991 года — докторскую диссертацию «Религиозно-мифологическая картина мира удмуртов: опыт реконструкции традиционного мировоззрения дореволюционного удмуртского общества» (официальные оппоненты Р. Г. Кузеев, В. В. Пименов, Ю. Б. Симченко).
В 1969—1972 годах Владимир Владыкин работал старшим научным сотрудником Удмуртского научно-исследовательского института (ныне Удмуртский институт истории, языка и литературы УрО РАН). С 1972 года — старший преподаватель, доцент, заведующий кафедрой истории древнего мира и средних веков, в 1997 году — профессор, заведующий кафедрой этнологии и регионоведения Удмуртского государственного университета.
Стажировался в Берлинском университете имени Гумбольдта (1974—1975); в группе под руководством Г. Л. Фалалеева побывал в Индии и Афганистане. Совместно с Р. Ш. Насибуллиным, В. В. Напольских и Т. Г. Владыкиной (Перевозчиковой) осуществил этнографические экспедиции ко всем группам удмуртов, включая живущих в Поволжье, на Урале и в Сибири.
Первые литературные публикации Владимира Владыкина относятся ко времени учёбы в Можгинском педучилище. В 1980 году в издательстве «Удмуртия» вышел сборник его стихов «Отчего поёт тюрагай?» на двух языках — удмуртском и русском, в 1998 году — сборник «В народе говорят» (на двух языках). В 1992 году Владыкин опубликовал первую в удмуртской литературе книгу-эссе «Йыбыр—скон» (Благодарение) о десяти классиках удмуртской литературы — Кузебае Герде, Ашальчи Оки, Кедра Митрее, Г. Красильникове, Ф. Васильеве и др., также на удмуртском и русском языках.
В 1993 году стал членом Союза писателей России, главным редактором и автором предисловий серии об удмуртском фольклоре «Зарни крезь» — «Золотые гусли». В 1995 году Российский культурный центр провёл творческий вечер В. Е. Владыкина в Будапеште.
В. Е. Владыкин избирался членом редколлегии журналов «Урал», «Кизили» (Удмуртия), «Финно-угроведение» (Йошкар-Ола), «Арт» (Сыктывкар), председателем экспертно-консультационного Совета Министерства национальной политики УР, членом экспертного совета по национальным вопросам при Президенте УР, председателем экспертно-художественного совета Республиканского Центра декоративно-прикладного искусства и ремёсел, членом термино-орфографической комиссии Государственного Совета УР.
Читал лекции в МГУ, в Литературном институте им. Горького, Глазовском пединституте, Берлине, Лейпциге, Будапеште, Хельсинки. Принимал участие в международных, российских и республиканских проектах «Мифология Уралика», «Народы и культуры России», энциклопедии «Удмуртская Республика». Выступал с докладами на многих союзных, международных конференциях, симпозиумах, конгрессах в Москве, Тбилиси, Самарканде, Петрозаводске, Саранске, Йошкар-Оле, Сыктывкаре, Суздале, Уфе, Казани, Будапеште, Венгрии, Финляндии и в других городах и странах).
Автор более 250 опубликованных в стране и за рубежом научных работ по этнографии удмуртов, бесермян, цыган, лужичан: «Религиозно-мифологическая картина мира удмуртов» (1994), «История этнографии удмуртов» (1984) и «Этнография удмуртов» (1991, 1997) (обе совместно с Людмилой Христолюбовой), публикации в «Большой Советской энциклопедии», «Советской исторической энциклопедии», энциклопедиях «Народы России» и «Удмуртская Республика», журналах «Советская этнография», «Вопросы истории», «Наука и религия», «Этносфера» и др.
Труды В. Е. Владыкина были переведены на английский, немецкий, венгерский, финский, эстонский и другие языки.

## Звания и награды
- Почётная грамота Президиума Верховного Совета Удмуртской АССР (1981)
- Почётный иностранный член-корреспондент Этнографического общества Венгерской академии наук (1985)
- Заслуженный деятель УАССР (1989)
- Почётный иностранный член Финно-угорского общества (Финляндия, 1991)
- Почётный иностранный член Финского литературного общества (Финляндия, 1992)
- Почётная грамота Президиума Верховного Совета Удмуртской АССР (1993)
- Почётный иностранный член Фольклорного Общества (Финляндия, 1995)
- Почётный работник высшей школы Российской Федерации (1998)
- Государственная премия УР (за монографию «Религиозно-мифологическая картина мира удмуртов», 1995)
- Государственная научная стипендия РАН как один из выдающихся учёных России (2000—2003)
- Всеудмуртская национальная премия имени Кузебая Герда (Удмуртия, 2001)
- Орден Дружбы (2002)
- Премия Правительства Российской Федерации в области культуры (2011)[3]
- Благодарность Председателя Государственного Совета Удмуртской Республики (2018)[4]
- Благодарность Президента Российской Федерации (2020)[5]